# Enteropogon prieurii
Enteropogon prieurii är en gräsart som först beskrevs av Carl Sigismund Kunth, och fick sitt nu gällande namn av Clayton. Enteropogon prieurii ingår i släktet Enteropogon och familjen gräs. Inga underarter finns listade i Catalogue of Life.